# Carmelo Guillén Acosta
Carmelo Guillén Acosta (Sevilla, 1955) es poeta, director de la colección Adonáis y presidente del jurado que concede el premio de dicha colección desde 2003.

## Biografía
Fue catedrático de Lengua y Literatura de Enseñanza Secundaria, actividad que ejerció en diversos institutos de Sevilla desde 1979 hasta su jubilación en 2015. 
En 2010 impartió lecturas de sus poemas, conferencias y clases en Estados Unidos como escritor invitado por The University of Georgia, Department of Romance Languages (Athens) y Georgia State University, Department of Modern & Classical Languajes (Atlanta) respectivamente.
Entre las distinciones más destacadas a su obra poética se encuentran un accésit del Premio Adonáis en 1976, el Premio Internacional de Poesía San Juan de la Cruz (1990) y el Premio Tiflos de Poesía de la ONCE (1995).
Desde sus inicios en 2021, colabora bimensualmente en la revista Omnes con artículos sobre poetas de signo humanista. 

## Obras

### Poemarios
- Envés del existir (Madrid, Rialp, col. Adonais, n.º 342, 1977).
- Rosa de invierno (Sevilla, Pasarela-Libros, 1988).
- La ternura infinita (Ávila, Colonia Fontivereña Abulense, 1991).
- Nonaino (Málaga, Librería Anticuaria El Guadalhorce, 1992).
- Humanidades (Madrid, ONCE, 1996).
- Misterio gozoso (Córdoba, Cajasur, 2000).
- Quedar con alguien (Cáceres, Diputación Provincial, Institución Cultural el Brocense, col. AbeZetario, W, 2002).
- La vida es lo secreto (Madrid, Rialp, col Adonáis, n.º 609, 2009).
- Las redenciones (Sevilla, Renacimiento, col. Calle del Aire, n.º 169, 2017).
- En estado de gracia (Sevilla, Renacimiento, col. Calle del Aire, n.º 212, 2021).
- Lo entenderás más tarde (Sevilla, Cypress Cultura, col. Poesía Al Albur, 2025).

### Poesías completas
- Aprendiendo a querer. Poesía 1976-1996 (Sevilla, Númenor, 1997).
- Aprendiendo a querer. Poesía (revisada) completa 1977-2007, (Sevilla, Númenor. Cuadernos de Poesía, n.º 18, Sevilla).

### Antologías poéticas
- La Trama de los afectos (Sevilla, El Sobre Hilado, 2000).
- Este hilo que enhebro, antología 1977 - 2007 (Sevilla, Camas, Exmo Ayuntamiento, 2007).
- Alguien más que yo soy (antología poética 1977-2009) (Sevilla, Fundación de Aparejadores, col. Alarife, n.º 12, Sevilla, 2009).

### Inclusiones en antologías
- Historia y Crítica de la Literatura Española; Los nuevos nombres: 1975 – 1990 (volumen IX)(1992), de Francisco Rico.
- Audio – Litterator (1992), coordinada por Francisco Rodríguez Adrados.
- Entre el Sueño y la Realidad; Conversaciones con poetas andaluces (volumen 4), de Rafael Vargas (1994).
- Cuarenta Principales. Antología general de la poesía andaluza (1975 – 2002) (Sevilla, Renacimiento, 2002), edición de Enrique Baltanás.
- Con & versos. Poetas andaluces para el siglo XXI (Sevilla, La isla de Siltolá, col. Arrecifes, 2014), edición de Antonio Moreno Ayora.
- Antología emocional de poetas andaluces (Málaga, Fundación Unicaja y etc el toro celeste, 2016), edición de Antonio Enrique.
- Tu sangre en mis venas. Poemas al padre en la poesía hispánica moderna (Sevilla, Renacimiento, 2017), edición de Enrique García-Máiquez.
- Poesía para vencer a la muerte (Madrid, Poesía Pigmalión, 2023), edición de Rafael Rodríguez-Ponga.

## Recepción de la obra
Entre las críticas literarias que se han publicado sobre su obra poética, destacan las del profesor Cristóbal Cuevas, catedrático de la Universidad de Málaga:
Carmelo Guillén es un poeta que ha conseguido hacerse con una voz inconfundible, que nace de él, que lo define y que sirve en exclusiva para cauce de sus propias emociones. Cuando deje de escribir habrá que romper el molde.
y la del poeta Julio Martínez Mesanza:
Magistral es en Carmelo el tratamiento del lenguaje y también el del verso, obligado a darle siempre todo lo que le pide. (…) Es un verso al servicio del poema y, a la vez, con significado propio. A menudo lo fragmenta para expresar de la forma más intensa ese coloquio consigo mismo, con los hombres y con las cosas del mundo. (…) Domina las formas modernas y contemporáneas y, cuando así lo quiere, las tradicionales.

## Otras publicaciones
Como editor o antólogo:
- La obra poética de Pedro Salinas (Madrid, Ciclos, 1991).
- Poemas de Rafael de León (Sevilla, col. "Sin otra luz y guía", 1990).
- Antología de poemas contemporáneos (Madrid, Editora Social y Cultural, 1998) para 3.º de la ESO.
- Antología de poesía castellana de siempre (Madrid, Editora Social y Cultural, 1999) para 4.º de la ESO.
- Poesía española 1935-2000 (Barcelona, Casals, 2000; 3.ª edición 2003).
- Los mundos del corazón (Sevilla, rd editores, 2005), selección de la poesía y el teatro del autor sevillano Ramón Charlo.
- Historia de Adonáis. La colección de poesía (Madrid, Rialp, 2016).
- Ecce mater tua (Veinte poetas de hoy cantan a Nuestra Madre la Virgen María) (Valladolid, Fundación Las Edades del Hombre, 2020).
- Autobiografía. Antología poética de Francisco Garfias (Huelva, Diputación Provincial, 2021).
- Variaciones sobre la vida de santa Rosalía de Palermo. (Carpeta «Lugares de Paz y Oración. Hortus conclusus». Cap. IX, Monasterio de santa Rosalía. Sevilla, Orden de San Clemente, 2021).
- Catálogo de la exposición «Premio de Poesía Adonáis, 75 aniversario en Ediciones Rialp» (Madrid, BNE y Rialp, 2021)[2]
- Tras la belleza del don. Apuntes sobre la biografía de Pepe Molero (Madrid, Ediciones Rialp, 2023).

En colaboración con el poeta José María Delgado:
- 20 poetas, Selección de poesía sevillana (1999).
- Antología poética de Rafael Montesinos (2003).
- Poesía amorosa en Sevilla.(De Bécquer a Montesinos), (Sevilla, RD, 2003; 2.ª edición en 2005).

En colaboración con el profesor Joaquín Rayego:
- Poesía Personal. Antología (1871–1941) de Francisco Rodríguez Marín (2005).

En colaboración con el poeta José Julio Cabanillas:
- Dios en la poesía actual. (Antología) (2018).
- Nuestra Señora en la poesía española actual. Antología (Prólogo del cardenal Robert Sarah) (2021).

## Premios y distinciones

### Premios
- 1976: Accésit del Premio Adonáis.
- 1990: Primer Premio Internacional de Poesía San Juan de la Cruz.
- 1995: Premio Tiflos de Poesía de la ONCE.

### Distinciones
- 1992: Fiambrera de Plata del Ateneo de Córdoba.
- 1999: Profesor de Honor del Colegio Internacional San Jorge de Cáceres.
- 2007: El Ayuntamiento de Camas rotula una plaza con su nombre.[3]
- 2009: Profesor de Honor del Colegio Los Robles de Oviedo y IV Premio Los Robles-Arte.

## Colaboraciones y comisariados
Con la Consejería de Cultura y Consejería de Educación de la Junta de Andalucía participó en 2007 en el guion y presentación de la serie documental La palabra en libertad. Generación del 27. Vanguardia, creación y vida. La palabra en libertad.
Comisarió la exposición dedicada en la Biblioteca Nacional de España, desde el 7 de octubre al 17 de diciembre de 2021, al 75 aniversario de la colección de poesía Adonáis en Ediciones Rialp: la primera muestra que se organiza en la BNE de una colección de poesía a lo largo de su historia. La misma exposición tuvo lugar después en la sede del Instituto Cervantes de Alcalá de Henares (Madrid), desde el 20 de abril al 17 de julio de 2022. 